# Jeżoskórka brązowawa

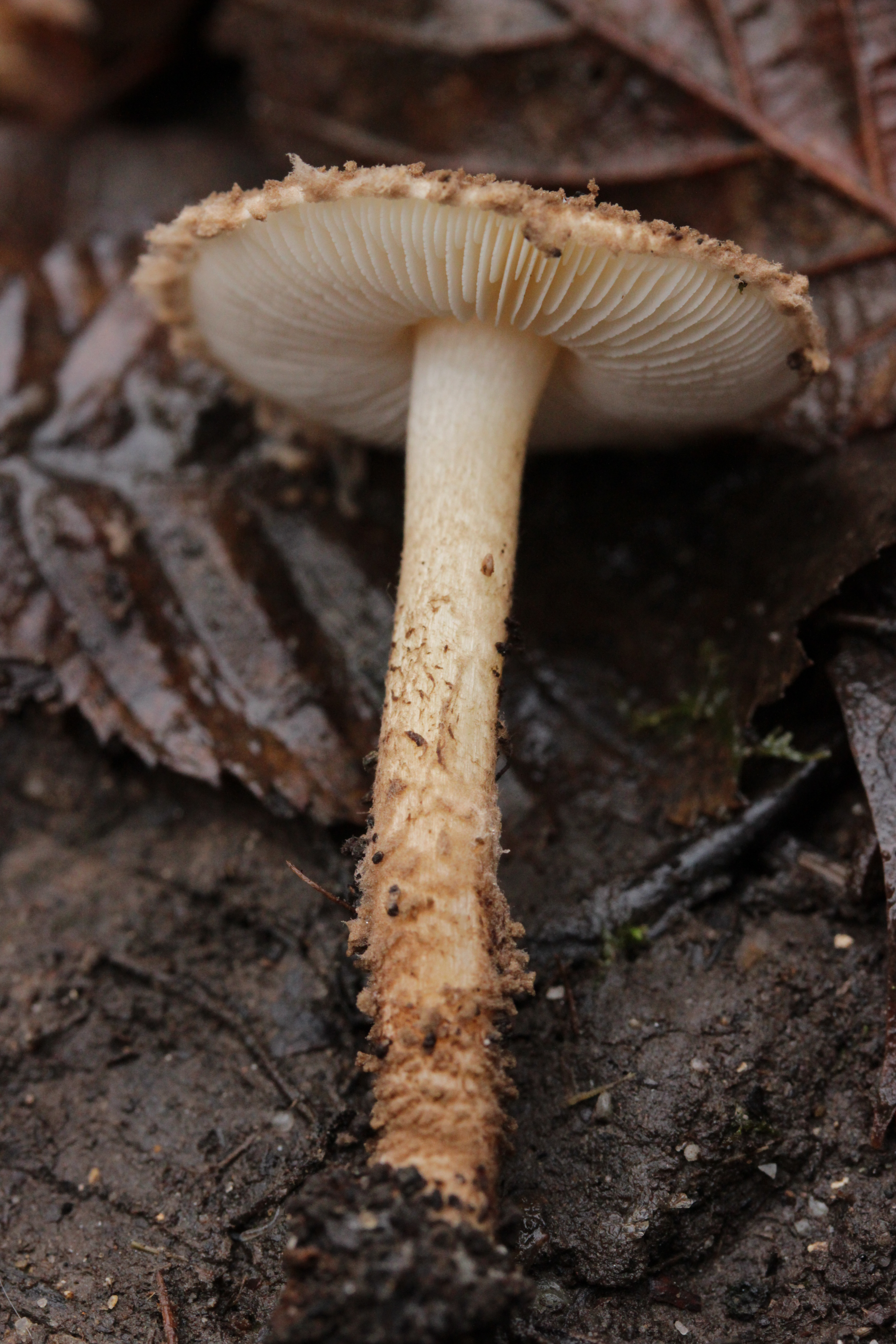

Jeżoskórka brązowawa, czubajeczka brązowawa (Echinoderma jacobi (Vellinga & Knudsen) Gminder) – gatunek grzybów z rodziny pieczarkowatych (Agaricaceae).

## Systematyka i nazewnictwo
Pozycja w klasyfikacji według Index Fungorum: Echinoderma, Agaricaceae, Agaricales, Agaricomycetidae, Agaricomycetes, Agaricomycotina, Basidiomycota, Fungi.
Po raz pierwszy takson ten opisali Else Vellinga i Henning Knudsen w 1992 r. jako Lepiota jacobi. W 1981 r. Knudsen zmienił nazwę na Lepiota langei, a w 2003 r. Andreas Gminder zaliczył go do rodzaju Echinoderma.
W 2003 r. Władysław Wojewoda zarekomendował polską nazwę czubajeczka brązowawa dla synonimu Lepiota langei. Po przeniesieniu gatunku do rodzaju Echinoderma stała się niespójna z nazwą naukową. W 2021 r. Komisja ds. Polskiego Nazewnictwa Grzybów Polskiego Towarzystwa Mykologicznego zarekomendowała nową nazwę jeżoskórka brązowawa.

## Morfologia
Kapelusz
Ma średnicę od 1,9 do 5 cm. Młody ma kształt półkulisty z podwiniętym brzegiem, później płasko wypukły lub płaski z niskim szerokim garbem i falistym brzegiem. Powierzchnia jasnobrunatno brązowa lub beżowa, całkowicie pokryta drobnymi, ostrymi kolcami o wysokości do 1 mm wysokości i szerokości mniejszej od wysokości. Kolce ułożone są koncentrycznie, bliżej brzegu nieco większe, bardziej przyczepione i przechodzące w łuski o barwie od ciemnobrązowej do czarnobrązowej. U młodych owocników resztki osłony na brzegu.
Blaszki
W liczbie 35–50, l = 1–3, średnio blisko lub umiarkowanie gęste, wolne, o szerokości 4–6 mm, kremowe lub kremowe z jasnopomarańczowym odcieniem. Ostrza tej samej barwy lub białawe.
Trzon
Wysokość 2–6 cm, grubość 0,3–0,6 cm, cylindryczny, czasem nieco rozszerzony w kierunku podstawy, pusty, włóknisty do łuskowatego, ze strefą pierścieniową na połowie wysokości. Powyżej tej strefy młode owocniki mają trzon kremowobiały do jasnoróżowego z pomarańczowym lub jasnobrązowym, poniżej strefy pierścieniowej z pasami i strefami pokrytymi wełnistymi, brązowymi łuskami na jaśniejszym tle.
Miąższ
W kapeluszu białawy, w trzonie podobny kolorem do powierzchni, błyszczący. Zapach nieprzyjemny, ziemisty i słodkawy, trochę podobny do czubajeczki cuchnącej (Lepiota cristata), smak nieprzyjemny, lekko gorzki jak rzepy.
Wysyp zarodników
Kremowy.

## Występowanie i siedlisko
Występuje na niektórych wyspach i na wszystkich kontynentach poza Antarktydą. Najwięcej stanowisk podano w Europie. W Polsce W. Wojewoda w 2003 r. przytoczył dwa stanowiska: w Babiogórskim Parku Narodowym 1979 r. i w Tatrzańskim PN, 1973 r. Na Czerwonej liście roślin i grzybów Polski ma status E – gatunek wymierający, którego przeżycie jest mało prawdopodobne, jeśli nadal będą działać czynniki zagrożenia.
Naziemny grzyb saprotroficzny. Rośnie w iglastych wśród opadłego igliwia.